# Bachnowate
Bachnowate (lub Bahnowate; ukr. Багнувате) – wieś nad Bachnowatką na Ukrainie, w obwodzie lwowskim, w rejonie samborskim (wcześniej w rejonie turczańskim). Liczy około 384 mieszkańców. Pierwsze wzmianki o wsi pochodzą z 1654.
W 1921 liczyła 614 mieszkańców. W okresie międzywojennym w granicach Polski, wchodziła w skład powiatu turczańskiego.

## Ważniejsze obiekty
- Cerkiew greckokatolicka